# Adrià VI
Adrià VI, nascut com Adriaan Floriszoon (Utrecht, 1459 – Roma, Estats Pontificis, 1523) va ser papa de l'Església Catòlica des de 1522 fins al 1523. Va ser l'últim papa no italià fins 450 anys més tard, amb l'elecció del polonès Joan Pau II.

## Orígens
Adrià d'Utrecht nasqué a la ciutat d'Utrecht, al Sacre Imperi Romanogermànic, el 2 de març de 1459 i fou professor de teologia a la Universitat de Lovaina.
Havia estat mestre de Carles d'Hasbsburg, des que aquest tenia sis anys. Una dècada després, el 1516, l'hereu de la corona de Castella i Aragó envia Adrià com a legat davant el Cardenal Cisneros, en aquell temps regent d'aquests regnes, després de la defunció, al gener del mateix any, de Ferran el Catòlic.
Convertit en rei d'Espanya, Carles I agrairia els serveis prestats pel seu fidel mentor impulsant el seu ascens en la carrera eclesiàstica, primer com a bisbe de Tortosa, més tard com a inquisidor general de la Corona d'Aragó i després de la de Castella, i per fi com a membre del Col·Legi Cardenalici, mentre ell mateix el distingia confiant-li la regència d'Espanya quan va haver d'absentar-se del país el 1520 per raó de la seva designació com a cap del Sacre Imperi Romanogermànic.
No va ser una tasca fàcil la que se li va demanar fer, a Adrià, que va haver d'enfrontar-se als gravíssims incidents ocasionats per les revoltes de les Comunitats castellanes i les Germanies llevantines. No és d'estranyar que, un cop elegit papa el 9 de gener de 1522, no pogués desplaçar-se a Roma per a prendre possessió de la cadira apostòlica fins al 31 d'agost.

## Elecció com a Papa, influències
Lluny de l'avidesa, les maniobres i la llarga espera d'anteriors aspirants al tron de Sant Pere en el seu afany per aconseguir-lo, Adrià VI es va mostrar indiferent al càrrec, no va maniobrar gens per arribar-hi, i submergit com estava en les difícils tasques de la regència d'Espanya, ni tan sols va assistir al conclave en el qual es va produir la seva designació.
La seva aparent desídia per erigir-se en la màxima autoritat de l'església estava plenament compensada amb l'interès del seu deixeble que va pressionar tot el que va ser necessari: així la llarga mà de l'emperador Carles V es va fer notar en pujar Adrià al soli pontifici.
El seu breu pas pel Vaticà no li va oferir l'oportunitat d'utilitzar l'experiència adquirida en les tasques d'estat. Podria pensar-se que pel fet que Carles V el va patrocinar, seria un pontífex dòcil i submís a l'emperador, però no va ser així, o si més no, no de forma incondicional. Adrià VI va fer esforços per treballar amb imparcialitat en la pugna continuada entre Carles V i Francesc I de França i no sempre va estar del costat del primer. Al final, però, va entrar en aliança secreta amb Carles V, Anglaterra i Venècia en contra de França; la seva prematura mort, 14 de setembre de 1523, li va impedir realitzar qualsevol acció dins aquesta aliança, com tampoc li va permetre posar cap remei a l'avanç del luteranisme. Tot i això tingué temps per voler reformar la cúria romana amb la celebració de la Dieta de Nuremberg, que finalment se celebraria el 1525.